# Капанадзе Костянтин Вахтангович
Костянтин Вахтангович Капанадзе (1948, тепер Грузія — ?) — грузинський радянський державний діяч, секретар ЦК КП Грузії. Депутат Верховної ради Республіки Грузії (Грузинської РСР) 12-го скликання.

## Життєпис
Освіта вища, інженер-економіст
Член КПРС.
До грудня 1990 року — заступник завідувача, завідувач відділу ЦК КП Грузії.
15 грудня 1990 — серпень 1991 року — секретар ЦК КП Грузії.
Подальша доля невідома.